# 雷明登7600泵動式步槍
雷明登7600（英語：Remington Model 7600）是一款由美国槍械製造商雷明登武器公司所研製和生產的泵動式、中央式底火步枪。該步槍是雷明登從1952年到1981年生產的原始型雷明登760泵動式步槍的改進型。其中六型（Model Six）的生產始於1981年，並於1987年停產。而運動員76（Sportsman model 76）的生產始於1985年，並於1987年停產。而該步槍，7600從1987年開始生產至今。

## 衍生型
多年來，雷明登所生產的7600具有多款的衍生型。
Model 7600型
1981年推出的標準型版本，配有常規的胡桃木槍托。
Model 7600合成型
1998年推出的合成型與標準型7600相同，只是它裝有的是黑色磨砂合成材料槍托。
Model 7600卡賓槍型
卡賓槍版本於1987年重新推出，發射.30-06春田步槍彈，配備了18.5英寸（469.90）槍管。
Model 7600特殊用途
從1993年至1994年提供的“特殊用途”型號，裝有無眩光表面處理的胡桃木槍托，磨砂黑色表面處理和槍背帶環。
Model 7600P巡邏步槍型
2002年推出的.308溫徹斯特口徑7600P巡邏步槍型具有先進的瞄準系統。現在，雷明登回應了低調化、人性化的巡邏步槍的要求，提供了這款耐用的、泵動式步槍，適合標準任務當中使用。它採用黑色合成材料所製成，附有槍背帶螺栓和威爾遜戰鬥鬼環式照門。
Model 7615警用巡邏步槍型
7615P型為.223雷明登口徑，採用標準型M16／AR-15樣式STANAG彈匣，並且裝有161⁄2英吋（419.1毫米）槍管。與7600P型一樣，7615P被設計為低調化、人性化的槍械，供警官搭配雷明頓870散彈槍一起使用。

## 特徵
槍托
雷明登7600和7615所採用的機匣尺寸與雷明登870散彈槍的20鉛徑版本相似，因此兩者的槍托具有交叉式兼容性。但是，通常為更常見的12鉛徑雷明登870版本而製作的槍托則不適合。
槍管
雷明登7600和7615所採用的自由浮動式槍管使用一根1⁄4英吋1⁄4英寸（6.35）的UNF螺栓將其固定到機匣以上，以增加其精度（這與雷明登760和870的非自由浮動式槍管相反）。
槍栓
與眾多泵動式步槍一樣，雷明登7600幾乎沒有初步抽殼。因此為了協助抽殼，雷明登7600採用了雙鎖耳式槍栓設計，這是對先前型號（例如雷明登760）以上的多重鎖耳槍栓的改進。

## 資料來源
1. 1 2 3 4 5  . Remington Arms.   [26 December 2012]. （原始内容存档于13 May 2013）.
2. 1 2 3 4  . Remington Arms.   [26 December 2012]. （原始内容存档于4 January 2013）.
3. 1 2  . Remington Arms.   [7 November 2015]. （原始内容存档于20 November 2015）.
4. 1 2 3 4  Peterson, Philip.  16th. : 394.
5. ↑  . Remington Arms.   [26 December 2012]. （原始内容存档于8 January 2013）.
6. 1 2  http://www.remingtonle.com/rifles/7600.htm （页面存档备份，存于） | Remington Law Enforcement website
7. 1 2  http://www.remingtonle.com/rifles/7615.htm （页面存档备份，存于） | Remington Law Enforcement website
8. ↑  .   [2020-05-23]. （原始内容存档于2020-05-19）.

## 外部連結
- （英文）—Remington 7615P （页面存档备份，存于）